# 小花桤叶树
小花桤叶树（学名：Clethra bodinieri var. parviflora）为桤叶树科桤叶树属下的一个变种。

## 扩展阅读
- 維基物種上的相關：小花桤叶树